# Sveriges mästerkock, säsong 2 (2012)
Den andra säsongen av Sveriges mästerkock sändes på TV4 under våren 2012. Domare i denna andra säsongen av programmet var Leif Mannerström, Markus Aujalay och Per Morberg. Till den andra säsongen ägde en castingturné rum i Stockholm, Göteborg, Helsingborg och Umeå. Vinnare blev Sigrid Bárány efter att ha stått i final mot Josephine Lindqvist. Första säsongen vann Kristallen 2011 i kategorin "Årets dokusåpa"

## Deltagare
I andra säsongen tog sig följande 14 personer till finalomgångarna. 
- Dennis Johansson, 41, Malmö
- Mirjam Halldén, 32, Stockholm
- Mattias Jeppsson, 33, Malmö
- Eva-Lott Långberg, 48, Rättvik
- Jesper Lunnevi, 24, Göteborg
- Josephine Lindqvist, 25, Kungsängen
- Lina Nordström, 31, Arjeplog
- Marco Manieri, 38, Malmö
- Urban Kvarnefält, 56, Stockholm
- Sigrid Bárány, 36, Stockholm
- Per Järn, 34, Göteborg
- Patrik Sandberg, 43, Trollhättan
- Josefina Drake, 28. Uppsala
- Willhelm Forser, 24, Göteborg

## Sammanfattning
| Plats | Deltagare | Avsnitt | Avsnitt | Avsnitt | Avsnitt | Avsnitt | Avsnitt | Avsnitt | Avsnitt | Avsnitt | Avsnitt | Avsnitt | Avsnitt | Avsnitt | Avsnitt | Avsnitt | Avsnitt | Avsnitt | Avsnitt | Avsnitt | Avsnitt | Avsnitt | Avsnitt |
| Plats | Deltagare | 5       | 5       | 6       | 6       | 7       | 7       | 8       | 8       | 9       | 9       | 10      | 10      | 11      | 11      | 12      | 12      | 13      | 13      | 14      | 14      | 15      |         |
| ----- | --------- | ------- | ------- | ------- | ------- | ------- | ------- | ------- | ------- | ------- | ------- | ------- | ------- | ------- | ------- | ------- | ------- | ------- | ------- | ------- | ------- | ------- | ------- |
| 1     | Sigrid    | Bäst    |         | Inne    |         | Låg     | Elim    | Inne    |         | Låg     | Elim    | Bäst    |         | Låg     | Elim    | Bäst    |         | Inne    | Elim    | Bäst    |         | Vinnare |         |
| 2     | Josephine | Inne    |         | Bäst    |         | Låg     | Elim    | Låg     | Elim    | Bäst    |         | Inne    |         | Bäst    |         | Låg     | Elim    | Inne    | Elim    | Låg     | Elim    | Tvåa    |         |
| 3     | Urban     | Inne    |         | Inne    |         | Låg     | Elim    | Bäst    |         | Låg     | Elim    | Bäst    |         | Bäst    |         | Bäst    |         | Inne    | Elim    | Låg     | Elim    |         |         |
| 4     | Marco     | Låg     | Elim    | Låg     | Elim    | Bäst    |         | Inne    |         | Bäst    |         | Inne    |         | Låg     | Elim    | Låg     | Elim    | Inne    | Elim    | Elim    |         |         |         |
| 5     | Dennis    | Inne    |         | Låg     | Elim    | Bäst    |         | Inne    |         | Låg     | Elim    | Inne    |         | Bäst    |         | Bäst    |         | Bäst    | Elim    |         |         |         |         |
| 6     | Mirjam    | Inne    |         | Inne    |         | Låg     | Elim    | Inne    |         | Låg     | Elim    | Låg     | Elim    | Bäst    |         | Låg     | Elim    |         |         |         |         |         |         |
| 8/7   | Mattias   | Inne    |         | Bäst    |         | Bäst    |         | Låg     | Elim    | Bäst    |         | Låg     | Elim    | Låg     | Elim    |         |         |         |         |         |         |         |         |
| 8/7   | Willhelm  | Inne    |         | Inne    |         | Bäst    |         | Låg     | Elim    | Bäst    |         | Inne    |         | Låg     | Elim    |         |         |         |         |         |         |         |         |
| 9     | Josefina  | Låg     | Elim    | Inne    |         | Låg     | Elim    | Inne    |         | Bäst    |         | Låg     | Elim    |         |         |         |         |         |         |         |         |         |         |
| 10    | Per       | Inne    |         | Bäst    |         | Bäst    |         | Inne    |         | Låg     | Elim    |         |         |         |         |         |         |         |         |         |         |         |         |
| 11    | Lina      | Inne    |         | Inne    |         | Bäst    |         | Låg     | Elim    |         |         |         |         |         |         |         |         |         |         |         |         |         |         |
| 12    | Eva-Lott  | Inne    |         | Inne    |         | Låg     | Elim    |         |         |         |         |         |         |         |         |         |         |         |         |         |         |         |         |
| 13    | Patrik    | Låg     | Elim    | Låg     | Elim    |         |         |         |         |         |         |         |         |         |         |         |         |         |         |         |         |         |         |
| 14    | Jesper    | Låg     | Elim    |         |         |         |         |         |         |         |         |         |         |         |         |         |         |         |         |         |         |         |         |

1. ↑  Två deltagare åkte ut denna elimineringstävling.
2. ↑  Alla deltagare presterade så pass lika att de alla ställdes i en utslagstävling.
3. ↑  Dennis presterade något bättre och är därför markerad med "Bäst".

| Inne – Deltagaren gick vidare i tävlingen. – Deltagaren behövde inte delta i denna tävling. Bäst – Deltagaren hade den bästa rätten i den tävlingen och gick vidare. Bäst – Deltagaren var medlem i det vinnande laget och gick vidare. Låg – Deltagaren presterade sämst eller förlorade lagtävling och hamnade i elimineringstävling. | Elim – Deltog i en elimineringstävling och gick vidare med den bästa rätten. Elim – Deltog i en elimineringstävling och gick vidare. Elim – Deltog i en elimineringstävling och var sist att gå vidare. Elim – Deltog i en elimineringstävling och blev eliminerad. Vinnare – Deltagaren vann Sveriges mästerkock. Tvåa – Deltagaren slutade på en andra plats. |

## Castingturné
Inför programmet ägde en castingturné rum runt om i Sverige.
- Stockholm: 25 september 2011, Clarion Hotel Sign.
- Göteborg: 3 oktober 2011, Lindholmen Conference Centre.
- Helsingborg: 10 oktober 2011, Parapeten Söder.
- Umeå: 17 oktober 2011, Nolia.

## Källhänvisningar
1. 1 2  ”Per Morberg, Marcus Aujalay och Leif Mannerström är domare i TV4:s Sveriges mästerkock”. Arkiverad från originalet den 27 augusti 2010. https://web.archive.org/web/20100827102738/http://www.tv4.se/1.1754905/2010/08/24/per_morberg_marcus_aujalay_och_leif_mannerstom_ar_domare_i_tv4_s_sveriges_masterkock. Läst 22 januari 2017.
2. ↑  ”Per Morberg, Marcus Aujalay och Leif Mannerström är domare i TV4:s Sveriges mästerkock”. TV4. Arkiverad från originalet den 12 mars 2011. https://web.archive.org/web/20110312105047/http://www.tv4.se/1.1754905. Läst 24 september 2010.